# Акуаканина
Акуаканѝна (на италиански: Acquacanina) е била община до 2017 г. в Централна Италия, провинция Мачерата, регион Марке.
Административен център на общината е било село Пие дел Коле (Piè del Colle), което е разположено е на 734 m надморска височина. Сега територията е част от община Фиастра.